# Oceania Sevens Femenino 2014
El Oceania Sevens Femenino de 2014 fue la quinta edición del torneo de rugby 7 femenino de Oceanía.
Se disputó del 3 al 4 de octubre en Noosa, Australia.

## Fase de grupos
| Equipo             | Encuentros | Encuentros | Encuentros | Encuentros | Tantos  | Tantos    | Tantos     | Puntos |
| Equipo             | jugados    | ganados    | empatados  | perdidos   | a favor | en contra | diferencia | Puntos |
| ------------------ | ---------- | ---------- | ---------- | ---------- | ------- | --------- | ---------- | ------ |
| Nueva Zelanda      | 6          | 6          | 0          | 0          | 205     | 31        | 174        | 18     |
| Australia          | 6          | 5          | 0          | 1          | 191     | 24        | 167        | 16     |
| Fiyi               | 6          | 4          | 0          | 2          | 181     | 48        | 133        | 14     |
| Samoa              | 6          | 3          | 0          | 3          | 55      | 138       | -83        | 11     |
| Papúa Nueva Guinea | 6          | 3          | 0          | 3          | 75      | 134       | -59        | 11     |
| Islas Cook         | 6          | 0          | 0          | 6          | 40      | 172       | -132       | 6      |
| Tonga              | 6          | 0          | 0          | 6          | 31      | 231       | -200       | 6      |

### Final
| 4 de octubre | Nueva Zelanda | 31 - 10 | Australia |  |  |

| Bandera de Nueva Zelanda |
| Campeón Nueva Zelanda    |
| 2.do título              |